# 有田洋一
有田 洋一（ありた よういち、1950年（昭和25年）3月7日 - ）は、日本の実業家。三井不動産ビルマネジメント社長を務めた。

## 人物・経歴
1974年一橋大学商学部卒業、三井不動産入社。1999年ビルディング本部ビルディング運用部長。2002年から名古屋支店長を務め、名古屋市の新名ビルマネジメント社長として、ビルメンテナンス事業の再編により、ファースト・ファシリティーズの設立にあった。2005年ビルディング本部オフィスマネジメント部長。
2006年から三井不動産ビルマネジメント社長を務め、2013年同会長に退いた。